# Municipio de Corner
El municipio de Corner (en inglés: Corner Township) es un municipio ubicado en el condado de Custer en el estado estadounidense de Nebraska. En el año 2010 tenía una población de 21 habitantes y una densidad poblacional de 0,23 personas por km².

## Geografía
El municipio de Corner se encuentra ubicado en las coordenadas 41°41′53″N 99°16′11″O / 41.69806, -99.26972. Según la Oficina del Censo de los Estados Unidos, el municipio tiene una superficie total de 92.3 km², de la cual 92,3 km² corresponden a tierra firme y (0 %) 0 km² es agua.

## Demografía
Según el censo de 2010, había 21 personas residiendo en el municipio de Corner. La densidad de población era de 0,23 hab./km². De los 21 habitantes, el municipio de Corner estaba compuesto por el 100 % blancos. Del total de la población el 0 % eran hispanos o latinos de cualquier raza.